# 熱河路 (上海)
熱河路，是中國上海市蘇州河北部一條南北向道路，南起開封路，北至華興路。最初為小浜，後由上海公共租界工部局於1902年至1917年間辟筑了開封路至新疆路。1924年起，增筑至新民路（今天目中路）。淞滬會戰時，道路北段部分因為華界而遭日軍炸毀，后為難民興建的棚戶所堵塞。1949年以後，道路北側改為至華興路止。目前，道路全長380米，為瀝青混凝土路面。